# Ranunculus angulatus
Ranunculus angulatus är en ranunkelväxtart som beskrevs av Karel Presl. Ranunculus angulatus ingår i släktet ranunkler, och familjen ranunkelväxter. Inga underarter finns listade i Catalogue of Life.